# Parafia Najświętszego Zbawiciela, św. Jana Chrzciciela i św. Jana Ewangelisty na Lateranie
Parafia Najświętszego Zbawiciela, św. Jana Chrzciciela i św. Jana Ewangelisty na Lateranie – rzymskokatolicka parafia znajdująca się w diecezji rzymskiej, w wikariacie generalnym Rzymu, sektorze centralnym, prefekturze V w Rzymie. Parafia katedralna diecezji rzymskiej.

## Kościoły
- kościół parafialny: bazylika św. Jana na Lateranie
- rektoraty:
  - kościół św. Cezara z Afryki
  - Kościół św. Jana w Łacińskiej Bramie
  - kościół św. Wawrzyńca przy Sancta Sanctorum
  - bazylika Czterech Koronatów
- kaplica św. Andrzeja
- oratoria:
  - oratorium Najświętszego Sakramentu
  - oratorium dell’Arc. Lateranense
  - oratorium Madonna della Fiducia
  - oratorium Ospedale di San Giovanni